# 聖麗メモリアル病院
聖麗メモリアル病院（せいれいメモリアルびょういん）は、茨城県日立市にあり、脳神経外科を専門とする病院である。特に脳卒中の診療を得意としている。

## 所在地
- 〒319-1235　茨城県日立市 茂宮町841番地

- 平成20年9月1日に日立市中成沢町から茂宮町に移転

## 診療科
- 脳神経外科
- 麻酔科
- 脳ドック

## 沿革
- 1983年11月4日　開設
- 一般病棟　72床（ICU2、NCU8）
- 看護体制　7：1
- 救急告示（一次）
- 高規格救急車配備（医療機関搬送用）
- 脳ドックセンター（平成5年開設）
- 日立サイバーナイフセンター（放射線治療）

（平成24年12月1日業務終了）

## 施設情報
- 分院：聖麗メモリアル高鈴（診療所）
- 分院：聖麗メモリアルひたちなか（診療所）